# Allopeas gracile
Allopeas gracile är en snäckart som först beskrevs av Hutton 1834.  Allopeas gracile ingår i släktet Allopeas och familjen sylsnäckor. Inga underarter finns listade i Catalogue of Life.